# Bahnhofstraße 13 (Quedlinburg)

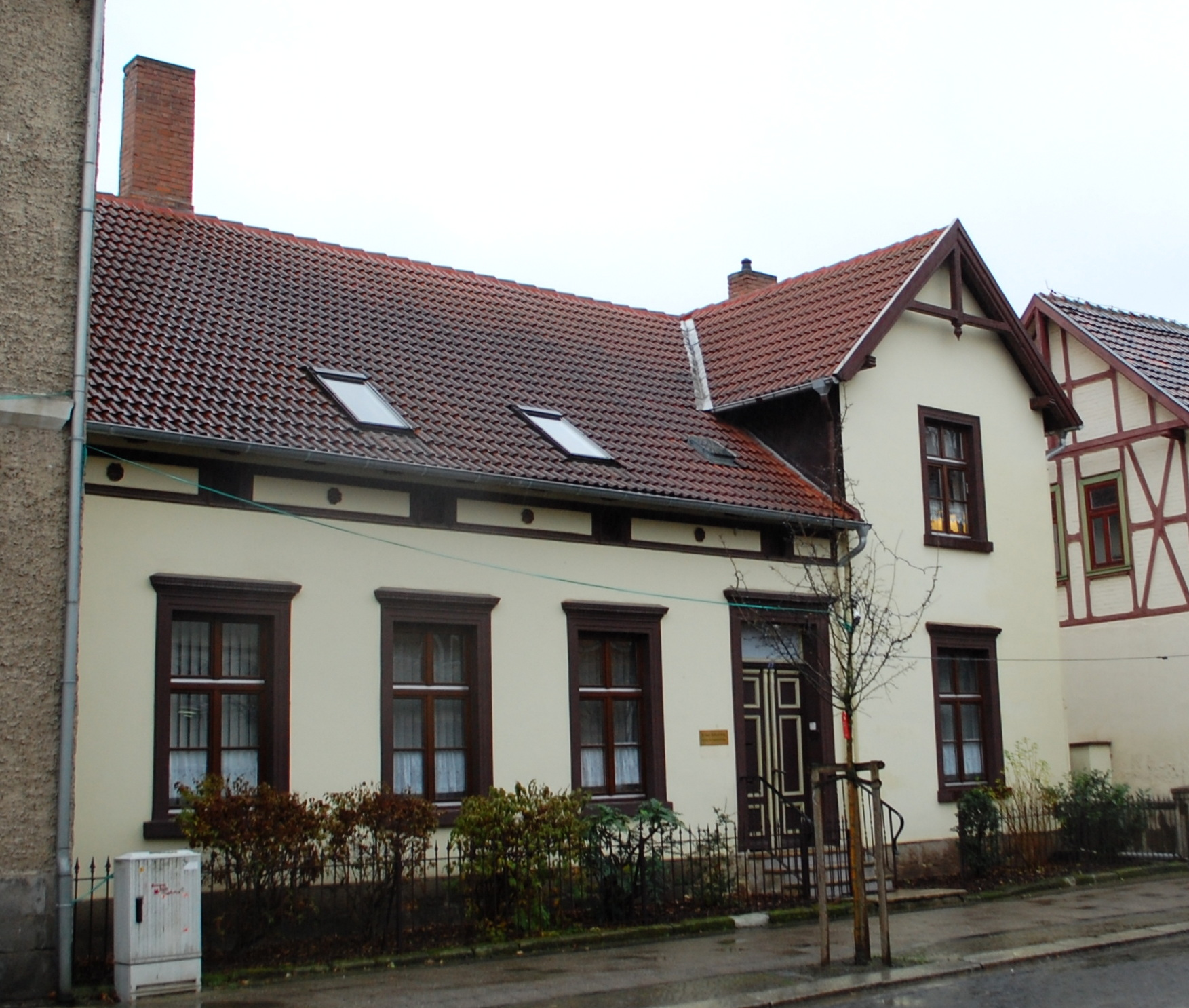
Haus Bahnhofstraße 13

Das Haus Bahnhofstraße 13 ist ein denkmalgeschütztes Gebäude in der Stadt Quedlinburg in Sachsen-Anhalt.

## Lage
Das Gebäude ist im Quedlinburger Denkmalverzeichnis als Villa eingetragen. Es befindet sich südöstlich der historischen Quedlinburger Altstadt.

## Architektur und Geschichte
Die kleine Villa entstand im Jahr 1875 als vorstädtisches Landhaus. Die Fassade präsentiert sich in klassizistischer, einfacher Gliederung. Zum Baudenkmal gehört auch die gusseiserne Grundstückseinfriedung.